# 光速エスパー
『光速エスパー』（こうそくエスパー）は家電メーカー東芝（現在の美的グループ傘下の東芝ライフスタイル）のマスコットキャラクター。また、これを題材とする漫画、特撮テレビドラマ。

## 概要
東芝系列の販売店の宣伝用としてあさのりじ氏と協議の上制作されたマスコットキャラクターである。「強化服」と呼ばれるヘルメットとロケットの付いた全身スーツを着た少年の形で描かれる。『サザエさん』に先行する東芝のマスコットキャラクターとして、1964年から1970年代まで全国の東芝の電気店のシャッターにイラストが描かれ、店頭に販促用のディスプレイ人形が設置された。また同社の電動鉛筆削り器のペットネームとしても「エスパー」が採用されるなど、人気を博した。
1964年、家電メーカー東芝がマスコットキャラクターのデザインを漫画家あさのりじに依頼したのが誕生の由来である。このキャラクターの導入は、未来的かつ親しみやすいイメージ戦略を展開する意図があったものとされる。あさのは『タンクタンクロー』より「強化服」という発想を得て、狙いの具現化に応えた。当初は同社製品の子供向けパンフレットやマニュアルなどに登場していたが、折からの「宇宙ブーム」に乗り人気が上昇。1966年初頭からあさのりじ本人による漫画連載が開始し、同社をスポンサーとして子ども向けの特撮テレビドラマも企画された。ドラマは翌1967年8月から半年間放送され、雑誌とテレビの多面展開を行った。
ドラマ終了とほぼ同時に漫画連載も終了するが、間もなく始まったドラマ再放送に合わせて、松本零士による新たな連載漫画が1968年から1970年にかけて登場。（のちに主人公名が『宇宙戦艦ヤマト』に流用され、主人公の境遇は『銀河鉄道999』の星野鉄郎のキャラクター原型の一つとなるなど、松本SF漫画のルーツとの意見もある）。この松本版も東芝オフィシャルなものとして扱われ、広告や系列電気店のシャッター図案も後期は松本のデザインしたキャラクターに差し替えられている。

## 漫画（あさのりじ）版
『少年』（光文社）1966年1月号から1968年3月号（休刊号）まで連載された。全27回。各回の掲載ページ数は17〜21ページ。
あさのりじのデザインしたエスパー強化服の特徴として、服と一体のフルフェイスヘルメットをかぶり、耳のアンテナはレシーバの中心を通らず縁に沿った位置に付いている。手袋とブーツの色は白。飛行時には背中のロケットが体から離れて支柱でつながった状態で飛ぶ。
ストーリーは前期（21回まで）と後期（22回以降の6本）に大別される。前期はテレビドラマ放送以前のため、あさの個人のアイデアによる設定に基づく展開が繰り広げられる。

### ストーリー（前期）
19XX年、速見一家が管理する小宇宙ステーションSS406に、ロケットにしがみついた密航者が漂着する。その正体は、月で5年前に消息を絶ったノーマン博士だった。間もなく謎の戦闘用宇宙艇が襲来、ステーション内に強行侵入して博士の奪回を図る。博士は持っていたケース内の強化服を光一に着せ、機密テープと共に外へ放つ。強化服の操作に不慣れな光一の目前でステーションは爆破され、両親と博士は拉致されてしまった。
ノーマン博士の死をもってこの事件が解決された後も、次々現れる悪の結社が巻き起こす数々の怪事件に、光一こと「光速エスパー」が挑戦していく。

### キャラクターとメカニック
速見 光一（エスパー）
小型の宇宙ステーションSS406で両親と3人で暮らしていた少年。予感がよく当たるせいか、普段から両親に「エスパー」と呼ばれていた。ノーマン博士から強化服を託され「光速エスパー」となる。
強化服の代名詞である「7つの能力」という言葉は、あさの版では登場しない（おそらくテレビドラマが発祥と思われる。）。しかし後のバージョンでは見られないユニークな性能が多数存在する。本項では版権出版物に掲載された「強化服（マイティ・ガード）の性能」より各装備を解説し、漫画本編での使用状況を併記する。
強化服（マイティ・ガード）
表面は耐熱・耐圧プラスチック製で、金属より硬く、熱にも圧力にも強く、電気も通さない。全体が気密になっている。服の表面全体に光を電気エネルギーに変える装置が付いていて、エネルギーは腹部正面に内蔵されたエネルギーボンベに蓄積される。腕脚の筋力強化装置で筋肉の力を50倍に使える。胸から肩にかけては温度・湿度自動調節器、スピーカー、炭酸同化装置などが内蔵されている。ヘルメットには脳波リモートコントローラー、通信機などが納められており、前面のガラスは赤外線・紫外線両用の保護機能を持つ。
脳波リモートコントローラー
ヘルメット内の脳波リモートコントローラーにより、無人状態の強化服はエスパーの脳波で自由にコントロールでき、さながらロボットのように自在に動かせる。これを使い強化服を手元に呼び寄せて、後頭部〜背中にあるハッチを開くことで即時着用が可能。月軌道から地球上の強化服を呼び寄せるほど、有効範囲は広い。また背面の光速ロケットの操作にも利用される。
光速ロケット
秒速30万キロまで出せる光子ロケット2基が、自在に伸縮するパイプで背中に装備されている。飛行時には連結パイプにより大きく展張され、身体と距離を取った配置になる。光速での飛行が可能で、水中ではマッハ1。停止や方向転回の操作は脳波で操縦され、パイプの際立った柔軟性と相まってアクロバティックな機動飛行が可能。建物など狭い空間内でも目視できないスピードで通過し敵の目をかわして行く。さらにパイプの柔軟性を生かしてロケット自体をハンマーのように叩きつけたり、プラズマを放射して中性子ビームを反射したり、冷凍ビームのボンベとして利用したりと、万能兵器的に運用される。片方が破損して1基のみでも飛べる。オリジナル品の大破後、オツーム博士に復元されたエンジンでは制御が効かず光速を突破してしまう。
電磁波放射器
胸の円環部に装備され、強力な電磁波を照射。波長を変化させることにより、電波・熱線・光線・放射線などあらゆる電磁波を放射出来る。熱線はあさの版エスパーの最大火力武器として運用され、可視光はライトとして使用された。ちなみにこの円環部は、ドラマ版では光能力・ミクロ能力の調節スイッチ、松本版ではコピー能力ボタンと設定されている。
冷熱器
両掌および両足甲・足裏に装備された装置。両手の平に装備された装置は、電気エネルギーで−200℃の低温から1,000℃までの熱を放出する。本編では冷凍ビームとして活用され、接触して放つことで共に凍結し離れなくなるという副次作用を巧みに利用した。ロケットをボンベとして使うことで−263℃まで下げることも可能。
両足甲・足裏に装備された装置は、放熱、放電が可能で、踵から直接電気エネルギーを補給することも出来る。本編では放電機能が多用され、床に電流を流して距離の離れた相手への奇襲・足止めに用いられた。
以下の能力は「強化服（マイティ・ガード）の性能」に表記されていないため、後に追加された設定と思われる。
トランジスタ能力
身体を小さくする能力。前期最後の1967年9月号で披露するので、ドラマ版設定の逆輸入である可能性がある。
超音波ナイフ
後期になってから登場した装備。右手首甲に収納された刃を展開して使用する。金星生物の泡に溶かされてしまった。
あさの版強化服は、周囲の光エネルギーを取り入れて動力源とする設定はドラマ版と共通だが、暗闇によりすぐエネルギー切れとなる弱点描写が多い。宇宙の暗黒物質、ブラックシャワー（暗闇になるライト）、深海、夜間、生物の体内といった状況で容易く作動不能に陥るが、代わりにマイクロ電池やカメラのフラッシュといった僅かな出力で再起動し、危機を逃れている。
速見 光造
光一の父。宇宙開発庁の所属で、小宇宙ステーションSS406の局長。妻（名は不明）、光一と共に管理運営していたが、サイボーグ団（サイボーグス）によりステーションを爆破されてからは一家で地上に移住し、エスパーのバックアップを務める。後のエピソードで、月の日本基地総督に任命され宇宙船シルバーシティ号で月に向かうが、また新たな事件に巻き込まれてしまう。
ノーマン博士（ドクター・ノーマン）
強化服の開発者。「サイボーグの父」と呼ばれた高名な学者。月で死んだ息子を蘇らせようとして、完全な電子頭脳を組み込んだロボットを作成するが、やがて電子頭脳は人間を見下すようになり「サイボーグ団（サイボーグス）」を結成、その総統に治る。結果を悔いた博士は脱走し、強化服は光一の手に渡る。エスパーと宇宙警備隊の活躍で追い詰められた総統は脱出艇に逃げ込むが、博士も乗り込みに成功。電子頭脳をハイ・マンガンスチールのケースに封印するが、直後に艇が他機の爆発に巻き込まれ大破、死亡が確認される。
星野マルス、ルナ
ビデオニュース社（TV通信社）の記者を務める兄妹。最初の事件に取材で関わって以来すっかりエスパーと打ち解け、以降家族ぐるみの付き合いとなる。そしてその度に事件に巻き込まれてしまう。
オツーム博士
国連科学委員会所属の科学者として臨んだ月面での「ムーン・レンジャー」との戦闘時にエスパーと知り合い、大破した強化服の復元を約束する。地球に帰還後、太平洋上の国際警察科学研究部実験場にて2基の光速ロケットの復元に成功し、エスパーと稼動テストを行う。敵基地に連れ込まれての交渉事にも動じない度胸の持ち主。

### 後期6話分
1967年8月からのテレビドラマ放映に伴い、同年10月号の連載分から登場人物と設定の変更が記載された。これより以降はドラマ版の設定に準じ、エスパー＝東ヒカル、強化服開発は浅川博士、両親（の中身）はエスパー星人、敵はギロン星人となる。展開に沿ってエスパー2号も登場（メインキャラクターではチカのみ未登場）。強化服の性能もドラマに準じ、飛行時にロケットの連結パイプを展開しない。
該当する6本のうち4本がテレビドラマと同じモチーフのシナリオを採用しており、所謂コミカライズとなる（ドラマの#10、#14、#21、#25に相当）。最終話は雑誌『少年』の休刊に伴うもので、「これでギロン星人もしばらくは地球にやってこないだろう」というセリフで締めくくられている。

## 漫画（松本零士）版
『少年ブック』（集英社）1968年6月号から1969年4月号（休刊号）まで連載された。全11回。掲載ページ数は初回31ページ、以降24〜29ページ。その後、掲載誌を同社の『少年ジャンプ』（当時は月二回刊）に移し、1969年9号から1970年30号にかけて掲載された。全18回（『別冊少年ジャンプ』掲載分の3回を含む）。掲載ページ数は8〜16ページ。（詳細は後述）
1968年初頭にテレビドラマの本放送が終了し、雑誌『少年』の休刊により漫画連載も途絶えたが、間を置かず開始されたドラマ版再放送によりエスパー人気は衰えず、東芝サイドは雑誌掲載の継続を望んだ。光文社から掲載権を引き継いだ集英社は『少年ブック』での新作漫画連載を企画し、担当編集の西村繁男を通じて松本零士に執筆を依頼する。松本は仕事を受けるにあたって「好きにやらせてくれるなら」という条件を出したこともあり、エスパーのイメージだけを残してキャラクター・ストーリーを含む全ての設定を新しいものに変更、全くのオリジナル作品として再構成し、同年5月号の『少年ブック』にて予告編となるミニストーリーとカットを掲載、翌号からの連載開始にて「光速エスパー」が別誌ながら少年誌にて再開された。
集英社も協賛に加わり、創刊間もない『少年ジャンプ』にて創刊2号目からミニコラム「エスパーくんの光速訪問」（東芝施設の見学レポート、構成・絵／松本）、「漫画ＳＦ大学」（構成・文／福島正実、絵／松本）と立て続けに掲載を続けた。これが『少年ブック』休刊後に同誌へと連載を移籍するきっかけとなった。
松本デザインによるエスパー強化服の特徴として、服と分離したジェット型のヘルメットをかぶり（ただし前述の予告編では一体型フルフェイスヘルメットの姿が見られる）、レシーバのアンテナは中心軸と合った位置に配置され、ウエストにベルトを装着（第2話より）、レシーバ、背面ロケット、ブーツなどの硬質な部分には特徴的にディテールアップが施されている。手袋は白だがブーツは黒く塗られたイラストもあり、モノクロページでは常にベタが塗られる。また、松本の絵柄のクセにより、極端なパースがつけられて左右の瞳の大きさが異なる絵が目立つ。

### ストーリー（少年ブック版）
球状星団B666内にあるバシウト星（後ろから読むとトウシバ）では政変により「独裁者」が台頭、星を追われた平和派レジスタンスの一家が地球にたどり着き、拡大政策をもって地球に侵攻してきた独裁者の勢力と東京湾上で戦闘になる。墜落負傷した息子・エスパーを治療し救ったのは、異端の科学者であり医者の古代博士だった。次の白鳥座宙域決戦に参加しなければいけない両親・ミルとカイは、負傷のため超光速空間転移に耐えられないエスパーを博士夫妻に託し出発を決める。エスパーは博士の開発した強化服を身につけ、慣れない戦闘をこなしながらも両親を見送った。
古代夫妻の養子として地球名・古代すすむと名乗ることになったエスパーは「光速エスパー」として、地球に侵攻してくるバシウトの「追跡者」と戦いを続けて行く。第8話の戦闘にて重傷を負ったエスパーは、夫妻と友人たちの輸血により一命を取り留める。血の繋がった親子、血を分けた兄弟として、エスパーと皆の絆は深まっていく。

### キャラクターとメカニック
エスパー（古代すすむ）
バシウト人ミルとカイの息子。上記の経緯により、古代家の養子になり「古代すすむ」を名乗る。頭脳明晰で地球人以上の知能を持つ。実年齢は不明だが地球では区立第二小学校5年8組に転入する。バシウト人の特性として屈強な肉体と多少の特殊能力を持っており（その意味でも「エスパー」である）、半径10メートルに及ぶ脳波通信（ペットのボロクロとはこれで会話する、なぜか女の子には通用しない）、壁の向こう側を透視、傷の回復速度が速い。このエスパー本来の能力に強化服の性能を組み合わせて7つの力を得るのが今作の設定。大食漢なのが玉に瑕（エスパーに限らず、今作の男子学生は全員大食漢である。）。
古代博士開発の強化服を装着して「光速エスパー」となるが、7つの力の内容はドラマ版とかなり異なる。
光速飛行
背中に装備した2基のL動力光速ロケットと、引力の作用を受けない反重力ブーツにより空を飛ぶ。光速での飛行も可能だが、体力を消耗するため1分間が限界である。
ミクロ能力
強化服に装備されている超特殊半導体TMDにより、30分間体を縮小する。理論上は無限に小さくなるとされる。
テレパシー
強化ヘルメットでエスパーの能力を増幅し、人間や動物の思考を読み取ったり、相手に自分の考えを送信する。増幅前では効果は半径10メートル以内だが、増幅後は半径10キロメートルに拡大される。また透視能力限界も厚さ10メートルに拡大される。
コピー能力
非生物を再生・複製する。胸の円環部がコピーボタンになっている。（本編未使用）
残像視力
透視能力により、死者や気絶した人間が最後に目撃したものを見ることができる。（本編未使用）
戦闘能力
手袋の10連装レーザーガン、ヘルメットのショック波銃、ベルトの左腰に装備したエネルギーガンやミクロ時専用の電子ナイフなど、多彩な装備を駆使する。パワーは70万馬力、20万トンの戦艦を持ち上げる。
防護スクリーン
もともと子供の安全を守るために作られたため、強化服全体が強力な防護スクリーンで覆われている。これによりあらゆるショックに耐え、真空や深海を自在に活動することができる。ただし、高熱を長時間耐えることはできない。
古代博士による強化服には、子供の安全を守る完璧な服は出来ないかという強い願いがこもっている。だが未だに未完成な代物であり、バシウト星人の卓越した体力をもってしか着こなせないという本末転倒な状態に留まっている。光エネルギーに言及しない唯一のバージョンであり、よって暗闇の弱点も無い。代わりに高熱が弱点となっている（その割に冷却兵器を標準装備していない唯一のエスパーでもある）。また強化服の着用も、引き寄せや瞬間装着の術がなく通常の衣服と同様の手順で着るしかないため、エスパーと強化服を物理的に隔てられた場合も危機に陥ることとなる。
古代博士
下の名は不明。千葉の片田舎にて、天文台付きの「古代医院」を経営していた。以前、実子の「まもる」をひき逃げで失い、以来子供の安全を守る発明に没頭。強化服やマグナムDの開発を一人行っていたため周囲から「妄想怪人博士」と呼ばれるようになっていた。妻（名は不明）と黒猫・ボロクロとで住んでいたが、エスパーを養子に迎えたのと医院が攻撃に巻き込まれ大破してしまったのを機会に、都内に転居する。性格はのんびりマイペースな面がある。
丘譲治
第2話より登場、通称ジョージ。すすむが転入した区立第二小学校5年8組を締めていた番長で、高校生と柔道の試合をして勝つほどの実力。すすむと一通りケンカをした後に無二の親友となる。そんな矢先、父親がバシウトの奇襲に巻き込まれ死亡、仇を討ったエスパーに惚れ込み共に戦うことを志願する。当初はエスパー＝すすむであることを伏せられていたが、第5話でその真実を知り、より一層連携の取れた戦闘が出来るようになった。
マグナムD
第2話より登場、子供たちを守るボディガードとして古代博士が開発した巨大ロボット。身長は10〜20メートル程度。「巨大ロボット嫌い」で有名な松本がわざわざオリジナル要素として取り入れた、非常に珍しい巨大ロボットキャラクターである。自らの意志を持ち行動するタイプで、片言を話すことも出来る。顔や足の指など、人間を模した度合いが非常に高い。背中と脛部に数本のトゲがある。色はほぼ黒一色、特殊鋼製で溶岩の熱にもビクともしない。力は古代博士の計算以上に得られたが、性格が凶暴で猛獣並みに飼い慣らせないと博士の烙印を受け、旧日本軍地下要塞を改装した空間に封じられていた。エスパーが、共に古代博士を親とする兄弟と説きオイル缶を与えたことで心を開き、以降相棒として戦闘をサポートする。戦闘はもっぱら力に頼るスタイルで飛行も可能、胴体のハッチを開いてエスパーたちを保護収納できる。後半では敵の能力が強すぎて、一瞬でバラバラに破壊されてしまう描写が目立った。
番長隊
第4話に登場。ナター島攻略のためジョージが日本中へ出した召集に応じた、番長連合の精鋭。九州・西郷隆夫（オイドン）、広島・蟻塚弘（ボスアリ）、四国・坂本竜一（サムライ）、大阪・南都雄三（ユウさん）、新潟・山本五十五（元帥）、北海道・間宮熊吉（クマ）の6名から成る。ナター島にて全滅。
チビ郷
第6話より登場。番長隊・西郷隆夫の弟。本名不明。兄の最期を知りたいと上京してきた。性格はジョージも舌をまくほどの直情実行型、すなわちムチャクチャであるが、その無鉄砲さが活路を切り開くことも多かった。一旦帰郷するが第8話で再び上京、以降は古代家に居候しエスパーとジョージの弟分となる。

### 少年ジャンプ掲載分
『少年ブック』が1969年4月号をもって休刊し、「エスパー」の掲載は、同社『少年ジャンプ』（月2回刊）に移籍する。
掲載は同年9号より始められたが、バシウト編のストーリーが完結していたこと、ジャンプでの掲載ページが各回8ページに減ることを考慮し、新たな様式でスタートすることとなった。
ストーリーは短編・各回読み切りで、襲い来る脅威とエスパーとの対決をシンプルなアイデアで描き、レギュラーキャラクターもエスパーとその後見人と思われる三畳博士の2人のみとなった。結果、小気味良い短編が同年14号まで6本連載された。
続いて休載を挟んで再開されたのが、「永遠に秘められた謎に挑戦するSF挑戦シリーズ」と銘打たれた作品群である。エスパーの友人たち（保雄、洋、山本、正雄）の身にまつわる怪奇風味のSF短編が計4本発表されていった。掲載は同年16〜19号。この期間内、エスパーはほぼ狂言回しの役に徹しているが、常に強化服の姿で友人たちの日常に介入するため一種シュールな画面となっている。また、このシリーズよりタイトルの「光速エスパー」は小さく表示され、各回固有のタイトルがメイン表示されるようになる。
同年10月より『少年ジャンプ』が週刊化されたため、掲載様式が三たび変更されることとなった。間隔は月一程度の不定期連載となり、代わりにページ数は16（または15）ページへと倍増された。作風は前2シリーズの中庸路線で三畳博士も再び登場（ただし容姿は異なる）するが、最大の変更点はエスパーが人間ではなく「地球人が作った科学の結晶」と表現される身長50センチにも満たない人造体となったことである（機械製なのか生命体なのかは不明）。このエスパーは普段は超テクタイト合金製のカプセル内に保管されているため、これを起動させるパートナーとして博士の次男・紀久雄が設定された（長男・保雄は当シリーズ2話目で冥王星にて死亡）。このシリーズは『週刊少年ジャンプ』に3回掲載されたのち、『少年ブック』の後継ポジションとして翌1970年1月に創刊された『別冊少年ジャンプ』にも3回連続掲載、そして『週刊少年ジャンプ』1970年29・30号に連続掲載された前後編「インセクター遊星」「大昆虫帝国」の計8本をもって終了し、同時に松本版「光速エスパー」の掲載終了となった。

## テレビドラマ版
1967年8月1日から1968年1月23日まで、宣弘社制作で、読売テレビ・日本テレビ系で全26話が放送された。カラー放送。
もともと超人的な人物が奇抜な扮装をしているというパターンが多かったそれまでのヒーロー物とは違い、特別な装束（このドラマでは強化服）を身につけることによって特異な能力を得るという概念を日本で広めた先駆的な作品である。
怪獣ブーム以降の作品であるが、巨大怪獣は登場せず劇中で起きるのは怪事件・怪現象であり、従来の少年ヒーローにSF要素を加味した作風となっている。エスパーが基本的に等身大ヒーローであることもあるが、東芝の意向もあり、当時としてはSFテイストをもった脚本が数多く投入され「科学時代に相応しい（当時のキャッチフレーズ）、科学が問題を解決する明るい未来の物語」に仕上がっている。当時、中学生だった三ツ木清隆が演じる「エスパー」は視聴者の子供らに「親しみの持てるヒーロー」として受容され、番組は大ヒットした。
宣弘社が初めて挑んだ特撮作品であり、初めて手がけた全話カラーの作品でもある。また、少年が主人公であるのも同社初である。宣弘社は過去にも東芝の提供でSF作品『遊星王子』を制作している。本作品は、大正製薬から宣弘社へ移籍した松本美樹が東芝専属の部署として設立した「東芝分室」の初仕事だった。スタッフは宣弘社の常連だけでなく、前年まで国際放映で『忍者部隊月光』を担当していたスタッフらが多く参加している。宣弘社作品の常連監督であった田村正蔵はパイロット版を監督した後に急性肝炎で1か月入院したため監督としての参加は1本に留まり、基本的には編集の手伝いをしていたという。
当時はカラーテレビ販売のために各家電メーカーがカラー番組の制作に携わっており、本作品は、連続テレビドラマ番組では東芝初のカラー作品である。東芝一社提供番組のいくつかはタイトル前に「光る東芝」が流されたが、本番組の冒頭のそれは他の番組と異なりエスパーが飛び回る本作品専用のアニメーションで作られていた。
主人公「東ヒカル」の命名は同社のイメージソングの一節「光る東芝」から採られている。同様のネーミングから「芝光子」というガールフレンドも登場する。1966年に900万円の制作費でパイロットフィルムが制作されたが、劇場映画の手法で制作されたものの時間と経費がかかり失敗の連続だった。なお、パイロット版は近未来が舞台となっている。監督の田村正蔵は、本作品で予算を使いすぎたため次番組として企画されていた『カムイ外伝』が実写からアニメに変更されたと証言している。

### ストーリー
ごく普通の中学生である東ヒカルは両親とともに気球の遊覧飛行を楽しんでいる際に墜落事故に遭ったが、全員奇跡的に一命を取りとめた。事故の真相はギロン星人に母星を滅ぼされ、地球にたどりついた善意の超能力生物エスパー星人の夫妻の飛行音波の衝撃で気球が爆発して起こったもので、実はヒカルの両親はその際に死亡している。エスパー星人の夫妻はヒカルへの贖罪の意味も込めヒカルに秘密でヒカルの両親に憑依しており、以後、家族として生活している。
ギロン星人も地球にやってきたことを察知したエスパー星人夫妻は光波エネルギー研究所で強化服を開発中の朝川博士（ヒカルの叔父）にひらめきを模したテレパシーを送り、エスパー星の科学力を反映させて強化服を完成させる。そして、強化服装着者に選ばれたヒカルは「光速エスパー」として、小鳥型サポートロボット「チカ」を介し常にともにあるエスパー星人の母とともにギロン星人の地球侵略作戦ほか数々の怪事件に挑戦していく。

### キャラクターとメカニック
エスパー
ヒカルが「イー・エス・パー」の掛け声によって瞬時に朝川博士開発の強化服を装着した姿。下記の「7つの能力」を持つ。これらの能力は、当時の東芝電化製品の性能を模して設定されたという有力な説がある。
吸引能力
背面のボンベ下部からチューブが伸展し、手に持つことで使用。全てのものを引き寄せ吸引する。
光能力
背面に装備された2基のボンベ内に蓄えられた光波エネルギーにより、光速で宇宙を自由に飛ぶことができる。逆噴射を併用し空中静止も可能。ボンベのエネルギーは太陽光線が届かないところでは一定時間しか使用できない。
コンピュータ能力
残像を見ることができる。
スモーリング能力
光能力と高度に発達したトランジスタ能力との組み合わせで、エスパーを無限（ミクロ装置には限度あり）に縮小することができる。胸の円環がスイッチになっており、縮小時は強化服の色が「青−黄」から「黄−赤」に変化する。
テレ能力
ヘルメットに装備されたアンテナとレシーバの特殊送受信装置により、あらゆる情報の傍受と遠距離での会話が可能。相手の画像は左手首の時計型センサーに表示される他、前方の空間に投影もできる。
熱能力
左右ブーツの外側ポケットに一対の熱線銃を装備。エスパーの主兵装であり、背面ロケットのスターターとしても用いられる。
冷能力
吸引チューブの機能を反転させ、冷却銃の効果を発揮させる。
- 撮影用スーツはゴム製のウェットスーツが用いられ、照明でスタジオ内は40-50度になるため、演じる三ツ木清隆は2度ほど失神したという。その後、布製の衣裳が作られたが見栄えが悪いためすぐに使われなくなり、バストアップ時に上半身のみのスーツが用いられるようになった。

エスパー2号
光一がエスパーに似た服を着た姿。エスパー並の能力はないものの、作品の中盤以降エスパーと共に活動する。
ラスター号
光波エネルギー研究所所員が外宇宙での探索活動などに用いられる宇宙船。バリアが主な武器。
スーパー2号
エスパー2号専用機。ラスター号同様バリアーをはることができる。

### スタッフ
- 製作：宣弘社プロダクション
- 制作：小林利雄
- 企画：松本美樹
- 原作、キャラクターデザイン：あさのりじ
- 監督：石川義寛、福原博、山田健、外山徹、田村正蔵、岩城其美夫
- 脚本：池田和雄、伊上勝、山崎忠昭、中西隆三、陶山智、田村多津夫
- 特撮監督：高橋勝
- 音楽：服部克久
- 主題歌：「光速エスパーの歌」（作詞：吉岡治／作曲：服部良一／歌：望月浩）なお、作曲者の名義が「星一」とクレジットされている放送回もある。

### キャスト
- 東ヒカル／光速エスパー：三ツ木清隆
- 東正人（ヒカルの父）：細川俊夫
- 東静香（ヒカルの母）：月丘千秋
- 朝川博士（光波エネルギー研究所の所長）：宇佐美淳也（第1 - 21話）
- 朝川光太郎（光一の父）：綾川香（第15 - 26話）
- 朝川カオル：水沢恵美子
- 朝川ミチル：青柳久美子
- 西健一（光波エネルギー研究所所員）：巽千太郎
- 久保美也子（光波エネルギー研究所所員）：沼田美奈子→芝真美
- 国美子（光波エネルギー研究所所員）：華かおる
- 星山五郎（光波エネルギー研究所の科学者）：広瀬明（第15 - 26話）
- 朝川光一／エスパー2号：出川淳（第15 - 26話）
- ミラー博士：ピエール・ピロス
- チカの声：桂玲子（第3 - 16話）、太田淑子（第17 - 26話）
- ギロン星人の声：小林清志、加藤精三、及川広夫、筈見純、八代駿
- ナレーター：小林修、村越伊知郎（次回予告）

### 放送リスト
参照：岩佐陽一 2001, p. 181, 「光速エスパー ON AIR LIST」、石橋春海 2014, p. 61
| 話数 | 放送日          | サブタイトル             | 脚本       | 監督            | 登場宇宙人他                                                                            |
| ---- | --------------- | ------------------------ | ---------- | --------------- | --------------------------------------------------------------------------------------- |
| 1    | 1967年 08月01日 | エスパー誕生             | 池田和雄   | 石川義寛 福原博 | ギロン星人                                                                              |
| 2    | 08月08日        | 大彗星M現わる            | 伊上勝     | 福原博          | ギロン星人                                                                              |
| 3    | 08月15日        | 原子炉のカビ             | 山崎忠昭   | 石川義寛 福原博 | ギロン星人                                                                              |
| 4    | 08月22日        | グローブモンスターの襲撃 | 池田和雄   | 石川義寛 福原博 | ギロン星人 グローブモンスター                                                           |
| 5    | 08月29日        | 金属をたべる宇宙植物     | 中西隆三   | 福原博          | ギロン星人                                                                              |
| 6    | 09月05日        | 超生命フロスター         | 山崎忠昭   | 福原博          | ギロン星人 フロスター                                                                   |
| 7    | 09月12日        | ゆがんだ太陽             | 山崎忠昭   | 石川義寛 福原博 | ギロン星人                                                                              |
| 8    | 09月19日        | ジュピター星のトゲ       | 中西隆三   | 福原博          | ギロン星人 トゲモンスター                                                               |
| 9    | 09月26日        | 地球をおおう虹           | 中西隆三   | 福原博          | ギロン星人                                                                              |
| 10   | 10月03日        | 金星は地獄だ             | 山崎忠昭   | 山田健          | ギロン星人 泡状の怪物                                                                   |
| 11   | 10月10日        | 宇宙マラブンタの来襲     | 中西隆三   | 福原博          | ギロン星人                                                                              |
| 12   | 10月17日        | ウイルスの恐怖           | 池田和雄   | 石川義寛 福原博 | ギロン星人                                                                              |
| 13   | 10月24日        | まぼろし円盤撃滅         | 山崎忠昭   | 福原博          | ギロン星人                                                                              |
| 14   | 10月31日        | 宇宙から来た幽霊船       | 陶山智     | 福原博          | ギロン星人                                                                              |
| 15   | 11月07日        | エスパー2号誕生          | 田村多津夫 | 山田健          | ギロン星人                                                                              |
| 16   | 11月14日        | 月面基地応答なし         | 中西隆三   | 福原博          | ギロン星人                                                                              |
| 17   | 11月21日        | 氷の星からきた男         | 田村多津夫 | 山田健          | グラソン星人=リーダー・ジョージ大原（演：岩下浩）ほか                                   |
| 18   | 11月28日        | 宇宙人破壊部隊           | 田村多津夫 | 外山徹          |                                                                                         |
| 19   | 12月05日        | 超能力を持つ少女         | 田村多津夫 | 田村正蔵        | 和（演：宮かおり） 和の母（演：柳川慶子）                                               |
| 20   | 12月12日        | ラスター号出撃           | 田村多津夫 | 外山徹          | ギロン星人 クレプス人 ガリン星人                                                        |
| 21   | 12月19日        | 脳波生物ザボール         | 中西隆三   | 福原博          | ザボール                                                                                |
| 22   | 12月26日        | 気球よあがれ             | 田村多津夫 | 山田健          | 所長=謎の宇宙人（演：松本朝夫）                                                         |
| 23   | 1968年 01月02日 | 我等宇宙の仲間           | 田村多津夫 | 山田健          | 所長=謎の宇宙人 ブーペ星人（演：劇団ブーケ） 宇宙海賊のボス（声：加藤精三）             |
| 24   | 01月09日        | ノアの箱舟のゆくえ       | 田村多津夫 | 岩城其美夫      | ノア星人（演：飯田覚三、高杉玄ほか）                                                    |
| 25   | 01月16日        | アストロ星の兄弟         | 田村多津夫 | 福原博          | アストロ星人=アルタ（演：石川竜二） アロザ（演：大橋一元） ノヴァ（演：丹羽又三郎）ほか |
| 26   | 01月23日        | 宇宙の果まで             | 田村多津夫 | 外山徹          | アルゴル星人（演：野口ひろし、平島正一ほか、声：加藤精三）                              |

### 放送局
※★印参照：『朝日新聞』1967年9月5日、9面。「東芝乾電池　キングパワー」広告。
- 読売テレビ（送出局[9][10]）：火曜 19:00 - 19:30★
- 日本テレビ：火曜 19:00 - 19:30★[10]
- 札幌テレビ：月曜 19:30 - 20:00★
- 山形放送：火曜 18:15 - 18:45[19]
- 仙台放送：月曜 19:30 - 20:00★
- 福島テレビ：木曜 18:00 - 18:30（1971年に放送）[20]
- 新潟放送：水曜 17:30 - 18:00★（月曜 18:00 - 18:30の時期もあり[21]）
- 北陸放送：月曜 19:00 - 19:30（1967年8月7日開始時点[22]）→月曜 18:00 - 18:30★（土曜 17:30 - 18:00の時期もあり[23]）
- 静岡放送：月曜 18:00 - 18:30★
- 名古屋テレビ：月曜 19:30 - 20:00★
- 広島テレビ：木曜 17:15 - 17:45★
- 西日本放送：月曜 19:30 - 20:00★
- 九州朝日放送：木曜 18:15 - 18:45★

### 映像ソフト化
- 1995年以前にジャパンホームビデオから全6巻のVHSソフトが発売された[11]。また日本ソフトシステムからLDボックスも発売されている[11]。
- 2001年7月25日に発売パノラマ・コミュニケーションズ・販売エスモックにより全話収録のDVD-BOXが発売[24]。同年11月21日に単巻DVD全7巻が発売[24]。
- 2011年9月に全話収録のデジタルリマスター版DVD-BOXが発売。
- 2015年11月27日にTCエンタテインメントより『甦るヒーローライブラリー 第16集』として全2巻のBlu-rayが発売[2]。

## リメイク
1984年、笠倉出版社のコミックマルガリータ第3号での企画ページにて、原題の『光速エスパー』のまま自主制作されたオープニングアニメを軸とした特集が組まれる。設定は大野安之、脚本はりべんじかんぱにぃ。東ヒカルの名はそのままに主人公が少年から少女に変更されている。イオナイザーを主兵装としブラックエスパーと戦う設定。
同号に松本零士と大野安之の対談も掲載されており、松本はこの対談にて「かなりイメージが違うから『光速エスパー』ではなくオリジナル作品とした方が良い」との旨の発言をしている。またこの時点で「光速エスパー」からの改題は決まっており、特集および次号予告にて「エクスファー」のタイトルとなる事が告知されている。
告知通り第4号から『STAND BY エクスファー』のタイトルで漫画連載が開始された。作画はなかどくにひこ。なお、連載の途中でコミックマルガリータが休刊したため、同出版社のコミックロリポップに連載が引き継がれている。単行本化はされていない。
強化服のデザインは、大野のオリジナル漫画『That's!イズミコ』で「すーぱーひーろーぷりてぃーず」として登場する擬似超能力附加および身体機能保護、増強システム「EXPHAR」（「EX-pander of PsycHopower in Advanced Region」）バイ・ポーラー・タイプ強化服の原型にもなっている。